# Toquerville
Toquerville – miasto w Stanach Zjednoczonych, w stanie Utah, w hrabstwie Washington.